# Nowa Fala (kino francuskie)
Nowa Fala (fr. la Nouvelle Vague) – zaliczany do filmowego modernizmu nurt artystyczny w kinematografii francuskiej, którego okres trwania szacowany jest na lata 1959–1965. Nazwa terminu pochodzi od tytułu artykułu francuskiej dziennikarki Françoise Giroud, która opisywała fundamentalne zmiany światopoglądowe najnowszej generacji młodzieży w stosunku do poprzedniego pokolenia. Nową Falą przyjęło określać się filmy odzwierciedlające przemiany obyczajowe w gaullistowskiej Francji, ale również dzieła wnoszące do rodzimej kinematografii nowatorskie środki wyrazu.
Zasadniczo jako twórców Nowej Fali wskazuje się osoby pochodzące z dwóch środowisk artystycznych. Pierwszym z nich byli „janczarzy” z czasopism „Arts” i „Cahiers du cinéma”, którzy równolegle oddawali się twórczości artystycznej (m.in. Jean-Luc Godard, François Truffaut, Claude Chabrol, Éric Rohmer, Jacques Rivette). Drugim zaś – członkowie nurtu Rive Gauche, który większą uwagę przywiązywał do eksperymentów formalnych związanych z literaturą (m.in. Alain Resnais, Agnès Varda, Louis Malle, Jacques Demy, Georges Franju). Katalizatorem nurtu okazały się reformy francuskiej branży kinematograficznej w postaci mecenatu państwowego (premia za jakość) oraz zmiany dyskursu okołofilmowego; na znaczeniu zyskała przede wszystkim pozycja reżysera filmowego jako autora posługującego się środkami filmowymi odrębnymi od innych sztuk, do czego walnie przyczyniła się polityka autorska prowadzona przez redakcję „Cahiers”.
Począwszy od sezonu 1959/1960, kiedy sukces komercyjny i artystyczny odniosły takie filmy jak Kuzyni (1959) Chabrola, Czterysta batów (1959) Truffauta, Do utraty tchu (1960) Godarda oraz Hiroszima, moja miłość (1959) Resnais’go, nurt nabrał impetu, przyczyniając się do narodzin podobnych tendencji w licznych kinematografiach narodowych. Choć we Francji wygasł około 1965 w związku z malejącym zainteresowaniem ze strony widzów i krytyków, jego wpływ rozciąga się od amerykańskiego Nowego Hollywood po duńską Dogmę 95.

## Definicja
Spór na temat zasięgu czasowego i personalnego Nowej Fali trwał zasadniczo od początku lat 70. XX wieku i nie został rozstrzygnięty. Niektórzy filmoznawcy tacy jak Michel Marie ograniczają jej skalę do wąskiego grona „Cahiers du cinéma”, odrzucając zarazem grupę twórców utożsamianych z grupą literacko-filmową Rive Gauche (Chris Marker, Alain Resnais, Agnès Varda i Jacques Demy) . Jednak taka definicja zdaniem Tadeusza Lubelskiego grozi pominięciem istotnego dla rozwoju nurtu Alaina Resnais’go. Jean Douchet natomiast wyróżnia szerszą grupę osób, które można utożsamić z nurtem. Zaliczają się do nich Georges Franju, Jacques Doniol-Valcroze, Pierre Kast, Agnès Varda, Alain Resnais, Chris Marker, Éric Rohmer, Jacques Rivette, François Truffaut, Claude Chabrol, Jean-Luc Godard, Jacques Rozier, Jean-Marie Straub oraz Danièle Huillet, Jacques Demy, Daniel Pollet, Luc Moullet, Jean Eustache, André Téchiné, Philippe Garrel, Barbet Schroeder, André Labarthe, Jean-Louis Comolli, Jean-Claude Biette, Jean-Claude Guiguet i Paul Vecchiali.
Oprócz tych reżyserów Lubelski proponuje uwzględnienie także najważniejszych członków reszty ekipy filmowej, między innymi scenarzystów Paula Gégauffa, Jeana Gruault, Marguerite Duras, Alaina Robbe-Grillet oraz Jeana Cayrola; operatorów Henriego Decaë, Raoula Coutarda, Saszy Viernego, Néstora Almendrosa; kompozytorów Paula Misrakiego, Georges’a Delerue, Antoine’a Duhamela, Michela Legranda; aktorek Brigitte Bardot, Anouk Aimée, Delphine Seyrig, Jean Seberg, Claude Jade, Anny Kariny, Stéphane Audran, Bernadette Lafont, Jeanne Moreau, Françoise Dorléac i Catherine Deneuve; wreszcie aktorów Jean-Paula Belmondo, Jean-Pierre’a Léauda, Jean-Claude’a Brialy’ego oraz Maurice’a Roneta.
Kłopoty z definicją zjawiska Nowej Fali rodzi jednakże nie tylko zestaw twórców, ale przede wszystkim periodyzacja zjawiska. Susan Hayward twierdzi, że istniały w latach 60. właściwie dwie Nowe Fale: pierwsza, która rozpoczęła się w 1958, straciła zdaniem autorki impet już cztery lata później; natomiast druga, bardziej polityzująca, przypada na okres 1966–1968. Lubelski zauważa wprawdzie, że już w 1954 Varda nakręciła film pełnometrażowy La Pointe Courte (1954), który można by uznać za symboliczny początek nurtu. Przeważa jednak periodyzacja pośrednia, lokująca zasięg nurtu na lata 1959–1965, przy odpowiednim zastrzeżeniu, że późniejszy wpływ nurtu sięgał daleko poza tę datę.

## Geneza

### Kontekst socjologiczny: Françoise Giroud
Po raz pierwszy termin „Nowa Fala” pojawił się w artykule pt. La Nouvelle Vague arrive francuskiej dziennikarki Françoise Giroud opublikowanym 3 października 1957 roku na łamach pisma „L’Express”, który stanowił podsumowanie obszernej ankiety przeprowadzonej wśród młodzieży francuskiej. Z ankiety wynikła diagnoza wieszcząca rozsadzenie od środka społeczeństwa francuskiego. Jak wynikało z ankiet przeprowadzonych przez „L’Express”, młode pokolenie wchodzące w dojrzałość przeżywało kryzys związany ze stopniową alienacją społeczną, samotnością oraz niechęcią oddawania życia za ojczyznę. Konsekwencją owego defetyzmu były wyrażane przez młodzież protesty przeciwko wojnie o Indochiny Francuskie. Co okazało się istotne, ankieta przypadła na moment przewrotu politycznego dokonanego przez Charles’a de Gaulle’a, który przeforsował nową konstytucję dającą mu silną władzę prezydencką. Narodziny V Republiki Francuskiej przebiegły więc pod znakiem zniechęcenia po stronie młodych mieszkańców Francji.

### Kontekst dyskursywny: „Arts” i „Cahiers du cinéma”

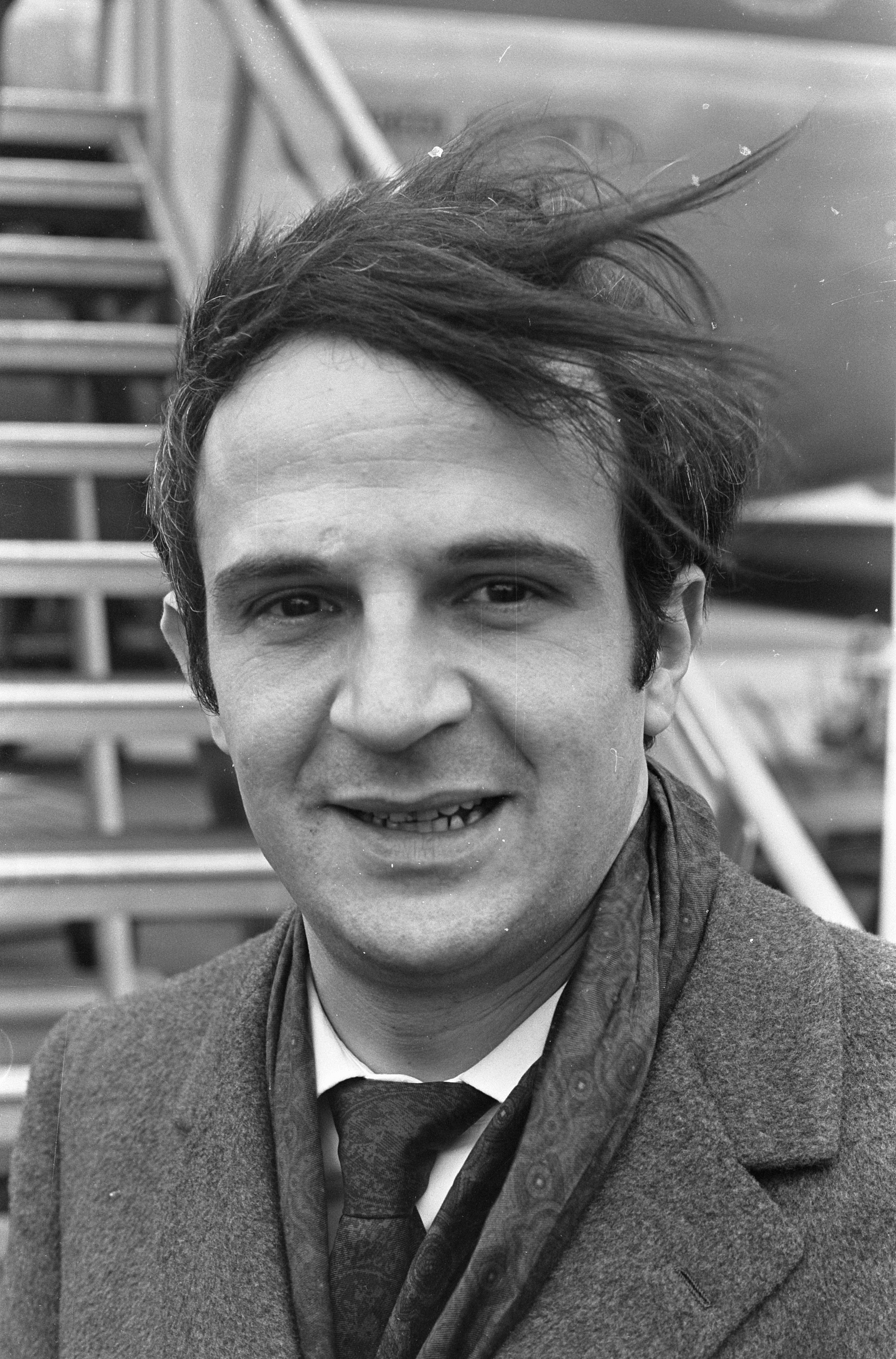
François Truffaut, jeden z najważniejszych twórców Nowej Fali (1967)

Do narodzin filmowego zjawiska określanego mianem Nowej Fali walnie przyczyniły się dwa czasopisma: „Arts” i „Cahiers du cinéma”. Pierwszym redaktorem naczelnym „Cahiers” był krytyk i teoretyk filmowy André Bazin, a obok niego – Jacques Doniol-Valcroze. W miarę rozwoju czasopisma dołączyli do jego redakcji tacy przyszli filmowcy, jak François Truffaut, Éric Rohmer, Jacques Rivette, Jean-Luc Godard oraz Claude Chabrol. Wymienieni przyszli reżyserzy mieli wcześniej za sobą doświadczenie polegające na pisaniu tekstów filmowych w konserwatywnym „Arts”. Przeważnie identyfikowali się z prawicą; Godard nawiązywał bliskie relacje z faszystowskim pisarzem Jeanem Parvulesco, Rohmer otwarcie wyznawał poglądy monarchistyczne, a Truffaut często w swych tekstach nie stronił od mizoginistycznych, homofobicznych i antykomunistycznych uwag.
Krytycy, którzy dołączyli do przedsięwzięcia Bazina i Doniola-Valcroze, ze względu na fanatyczne poglądy zwani byli potocznie „janczarami”. Różnili się przy tym od Bazina i Doniola. Podczas gdy „stara gwardia” negatywnie oceniała kino amerykańskie i waloryzowała przede wszystkim filmy francuskie, to właśnie dzieła amerykańskich reżyserów cenili sobie „janczarzy”. Bazin i Doniol krytycznie odnosili się do dzieł Howarda Hawksa oraz Alfreda Hitchcocka, uznając ich za „stylistów”; tymczasem dwaj wspomniani twórcy – a także inni reżyserzy amerykańskiego kina gatunkowego – byli postrzegani przez „janczarów” jako autorzy z prawdziwego zdarzenia. Sympatia „janczarów” do amerykańskiego kina powodowała, że otwarcie gardzili oni kinem spoza Stanów Zjednoczonych i Francji.
Wzorem teoretycznym dla „janczarów” miał być esej Alexandre’a Astruca z 1948 pod nazwą Narodziny nowej awangardy: kamera-pióro, opublikowany na łamach „L’Écran Français”. Astruc, analizując cztery współczesne mu tytuły (Regułę gry Jeana Renoira, 1939; Obywatela Kane’a Orsona Wellesa, 1941; Damy z Lasku Bulońskiego Roberta Bressona, 1945; wreszcie Nadzieję Andrégo Malraux, 1945), postulował uczynienie kina nową formą wypowiedzi autorskiej na miarę literatury. „Janczarom” z „Cahiers” nie chodziło jednak o tak rozumiany styl autorski; wzorem dla nich była przede wszystkim wierność strukturze starożytnej tragedii greckiej oraz regułom klasycznego kina hollywoodzkiego. Stąd też krytycy „Cahiers” cenili przede wszystkim uniwersalne wartości Zachodu, co miało wpływ na ich preferencje filmoznawcze. 
Większe znaczenie od tekstu Astruca miał artykuł Truffauta pod tytułem O pewnej tendencji kina francuskiego, opublikowany w „Cahiers du cinéma” w 1954. Truffaut przedmiotem oskarżenia czynił w nim scenarzystów Jeana Aurenche’a i Pierre’a Bosta oraz ich kino „tradycji jakości”, którego reprezentanci, tacy jak Jean Delannoy, Claude Autant-Lara oraz René Clément, reprezentowali zdaniem krytyka fałszywy „realizm psychologiczny”, bliski twórczości Gustave’a Flauberta. Toteż kinu jakości Truffaut przeciwstawiał prawdziwych autorów-reżyserów: Jeana Renoira, Roberta Bressona, Jeana Cocteau, Jacques’a Beckera, Abla Gance’a, Maxa Ophülsa, Jacques’a Tati i Rogera Leenhardta. Artykuł Truffauta zapoczątkował tzw. politykę autorską, która polegała na uprawomocnieniu reżyserów filmowych jako potencjalnych autorów. Polityka autorska była jednak ufundowana na prawicowych wartościach, czego przykładem był (równie wpływowy co artykuł Truffauta) książkowy esej Rohmera i Chabrola o Hitchcocku, akcentujący jego rzekomo chrześcijańskie poglądy.
Redaktorzy „Cahiers” publikowali szereg wywiadów z reżyserami, a od listopada 1955 jedna kolumna pisma poświęcona była ocenie filmów w ramach tzw. Rady dziesięciu. Skala ocen liczyła początkowo trzy gwiazdki (oraz czarne kółeczko dla zupełnie nieudanych filmów), a w 1957 została rozszerzona o czwartą gwiazdkę dla autorskich arcydzieł. Lista autorów filmowych była nieustannie rozbudowywana, a mimo że spójna „polityka autorska” z czasem uległa problematyzacji (głosy krytyków były coraz bardziej rozbieżne), kult autora filmowego okazał się trwałym osiągnięciem czasopisma.

### Kontekst produkcyjny: pierwsze filmy krótkometrażowe, przełomy w pełnym metrażu

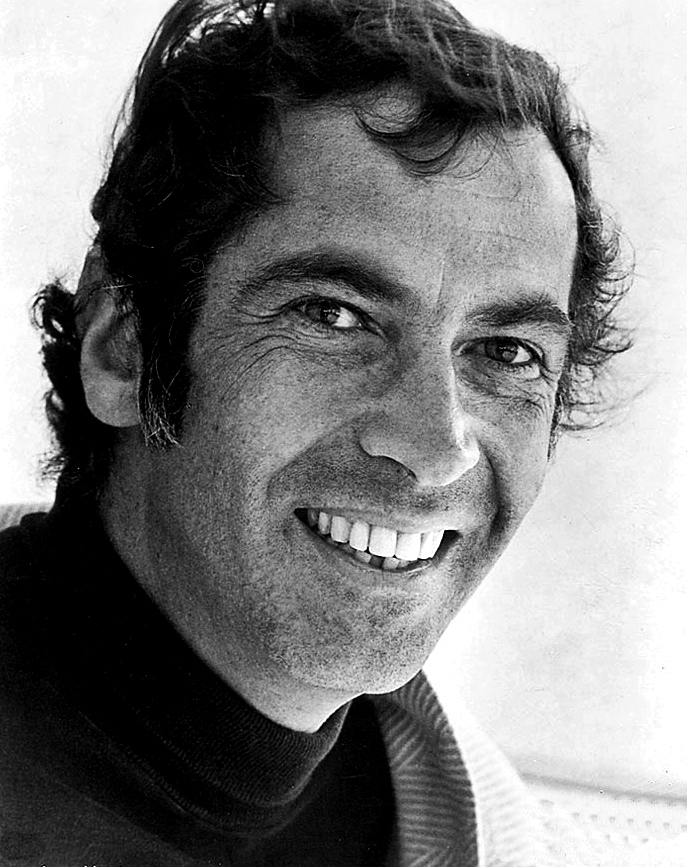
Roger Vadim (lata 70.)

Redaktorzy „Cahiers”, zajmując się krytyką filmową, również praktykowali tworzenie swych krótkometrażowych debiutów. Pod względem organizacyjnym ową twórczość ułatwiły im dotacje państwowe. W 1953 została uchwalona ustawa wprowadzająca w ramach Funduszu Rozwoju Przemysłu Kinematograficznego tzw. premię za jakość. Początkowo obowiązywała ona tylko dla filmów krótkometrażowych, jednak dwa lata później rozszerzono ją na filmy pełnometrażowe. W przypadku krótkich metraży beneficjentami profesjonalnej produkcji filmowej stali się: na gruncie dokumentalnym – Alain Resnais ze swym filmem Noc i mgła (1955), a na gruncie fabularnym – Jacques Rivette z filmem Mat szewski (1956), w którym wystąpiła niemal cała redakcja „Cahiers”.

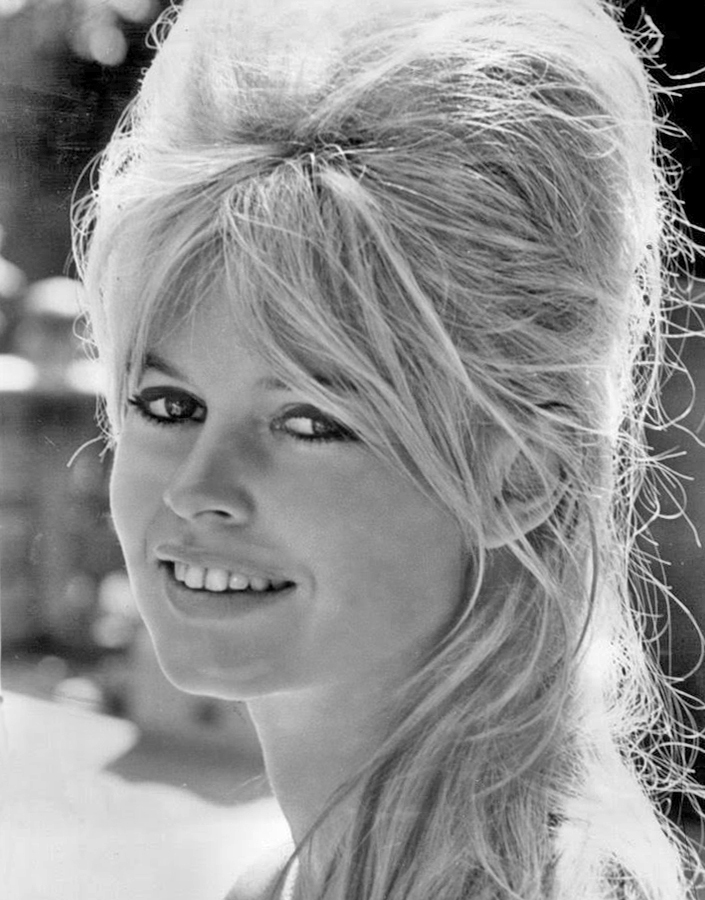
Brigitte Bardot (1962)

Jednak przełomem w rozwoju kina francuskiego stał się zrealizowany poza kręgiem „Cahiers” film I Bóg stworzył kobietę (1956) Rogera Vadima, nakręcony na taśmie kolorowej w formacie panoramicznym. Dzieło Vadima wprowadziło do francuskiej kinematografii rozluźnienie obyczajowe, którego symbolem stała się wylansowana przez reżysera jego żona, aktorka Brigitte Bardot. Kreacja Bardot, która wcielała się w rolę rozwiązłej sierotki nieprzejmującej się etykietą burżuazyjną, zapewniła filmowi I Bóg stworzył kobietę rozgłos, a krytycy „Cahiers” upatrywali w Vadimie prawdziwego autora filmowego – czego nie potwierdziły jednak jego następne filmy.
Za katalizatora nurtu uznawany był również samodzielny debiut Louisa Malle’a pod tytułem Windą na szafot (1958). Wyrafinowana opowieść o kobiecie (Jeanne Moreau) zlecającej kochankowi zabójstwo swego męża była utrzymana w konwencji kina czarnego, jednakże ważną rolę odgrywał w niej przypadek – winda, którą kochanek planował opuścić miejsce zbrodni, stanęła. W Windą na szafot Malle połączył elementy hitchcockowskiego dreszczowca z estetyką Roberta Bressona. Film został bardzo dobrze przyjęty, otrzymując nagrodę Louisa Delluca. Z podobnym uznaniem spotkał się nawiązujący do XVIII-wiecznej literatury libertyńskiej film Kochankowie tego samego reżysera, poświęcony bogatej mieszczance (Moreau) zdradzającej właściciela burgundzkiej gazety ze studentem geologii. Swoistym novum we francuskiej kinematografii była nie tylko śmiała scena erotyczna, ale również brak potępienia przez reżysera finałowej decyzji bohaterki o porzuceniu dotychczasowego stylu życia oraz wyjeździe ze studentem.
Kolejnym ważnym osiągnięciem umożliwiającym rozwój Nowej Fali okazał się Piękny Serge (1958) Claude’a Chabrola, pierwszy profesjonalnie nakręcony film francuski, którego reżyserem, scenarzystą oraz producentem była ta sama osoba. Chabrol, założywszy studio producenckie Ajym, dzięki spadkowi swojej żony oraz premii za jakość zdołał zrealizować film niemal samodzielnie. Film nakręcony w autentycznym plenerze (miasteczku Sardent, znanym Chabrolowi z dzieciństwa) ukazywał historię dwu dawnych przyjaciół. Jeden z nich, człowiek sukcesu, przyjeżdża do rodzinnej miejscowości, by spotkać drugiego, zmagającego się z alkoholizmem prowincjusza. Mimo że film odniósł sukces komercyjny i powszechne uznanie dla autora, Chabrolowi stawiano zarzut „niezręcznie użytego moralizmu chrześcijańskiego”, a także – co brzmiało ironicznie w kontekście pamfletu Truffauta – posługiwania się anachronicznym, flaubertowskim stylem opowiadania (Roland Barthes).

## Sezon sukcesów (1959−1960)

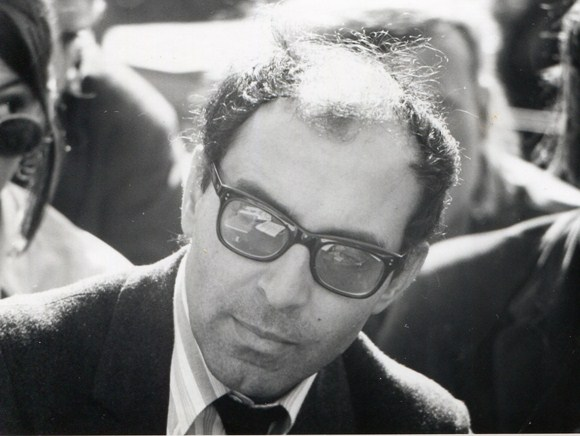
Jean-Luc Godard (1968)

Dopiero jednak na rok 1959 przypadł moment, kiedy pojawiły się najbardziej kanoniczne, buntownicze dzieła Nowej Fali. François Truffaut, który za bezpardonową krytykę dotychczasowej kinematografii francuskiej był traktowany na MFF w Cannes jako persona non grata, w 1959 nakręcił swój pierwszy doceniony film. Dzięki wsparciu finansowemu ze strony teścia Ignace’a Morgensterna, któremu wcześniej skutecznie zarekomendował dystrybucję filmu Michaiła Kałatozowa Lecą żurawie (1957), Truffaut zrealizował film Czterysta batów (1959). Jean-Pierre Léaud zagrał w nim rolę chłopca przepełnionego pasją do kina, a zarazem odrzucanego przez matkę, co prowokuje go do młodzieńczego buntu i alienacji społecznej. Czterysta batów miały charakter na poły autobiograficzny, a szczerość reżysera oraz minimalistyczny styl jego filmu (niski budżet, brak gwiazd, zdjęcia w warunkach naturalnych) zapewniły Truffautowi nagrodę za najlepszą reżyserię na 12. MFF w Cannes.

Claude Chabrol (1959)

Skrajne reakcje wywołała natomiast premiera w Cannes filmu Alaina Resnais’go Hiroszima, moja miłość (1959). Napisany na podstawie scenariusza Marguerite Duras film Resnais’go ukazywał historię przelotnego spotkania dwojga ludzi – Japończyka z Francuzką naznaczoną piętnem odrzucenia za niegdysiejszy romans z niemieckim żołnierzem podczas II wojny światowej. Film traktował nie tyle o traumatycznym doświadczeniu Japończyków wywołanym amerykańskim atakiem atomowym na Hiroszimę i Nagasaki w 1945 (choć ten wątek wynikał z wymogów koprodukcji francusko-japońskiej), ile o konieczności zapomnienia przeżywanej dotychczas traumy. Hiroszima nie została dopuszczona do konkursu głównego na festiwalu w Cannes, do czego miała się przyczynić presja ze strony Amerykanów niechętnych nagradzaniu filmu choćby wspominającego o atakach atomowych.

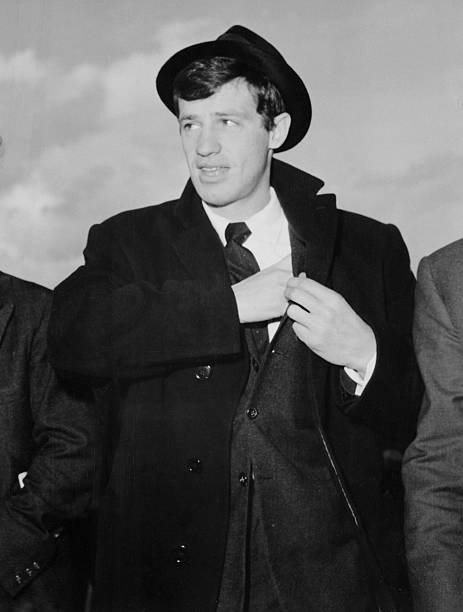
Jean-Paul Belmondo (1962)

Najbardziej reprezentatywnym dziełem Nowej Fali okazał się jednak nagrodzony na 10. MFF w Berlinie Do utraty tchu (1960). Film Jeana-Luca Godarda, nakręcony z udziałem aktorów Jean-Paula Belmondo oraz Jean Seberg, był realizowany w warunkach improwizacji. Godard działał bez gotowego scenariusza, układając dialogi w trakcie zdjęć w plenerze; jego film zawierał ostentacyjne błędy montażowe; wreszcie zdjęcia pozbawione były statywu czy też sztucznego oświetlenia, a operator Raoul Coutard kręcił je kamerą z ręki. Dzięki swojemu dynamizmowi Do utraty tchu Godarda okazał się filmem przełomowym w skali francuskiej kinematografii, aczkolwiek wraz z upływem czasu odrzucała go część krytyków (którzy nazywali go „anarcho-faszystowskim”), jak również sam autor, który po latach zmienił radykalnie swoją orientację polityczną.
Z uznaniem krytyków (Złoty Niedźwiedź na 9. MFF w Berlinie) spotkało się również kolejne dzieło Chabrola pod tytułem Kuzyni (1959), którego scenarzystą był otwarcie faszyzujący dandys Paul Gégauff. Kuzyni stanowili odwróconą wersję Pięknego Serge’a; tym razem to grany przez Blaina student prawa z prowincji zamieszkiwał u cynicznego mieszczanina odgrywanego przez Brialy’ego. Jednakże film nominalnie podpisany przez Chabrola zaprzeczał „polityce autorskiej”. Reżyser po latach przyznawał bowiem, że znalazł się pod całkowitą dominacją Gégauffa, jako „kinoman poddany torturom przez scenarzystę”.

## Rozwój stylu (1960–1963)

### Janczarzy

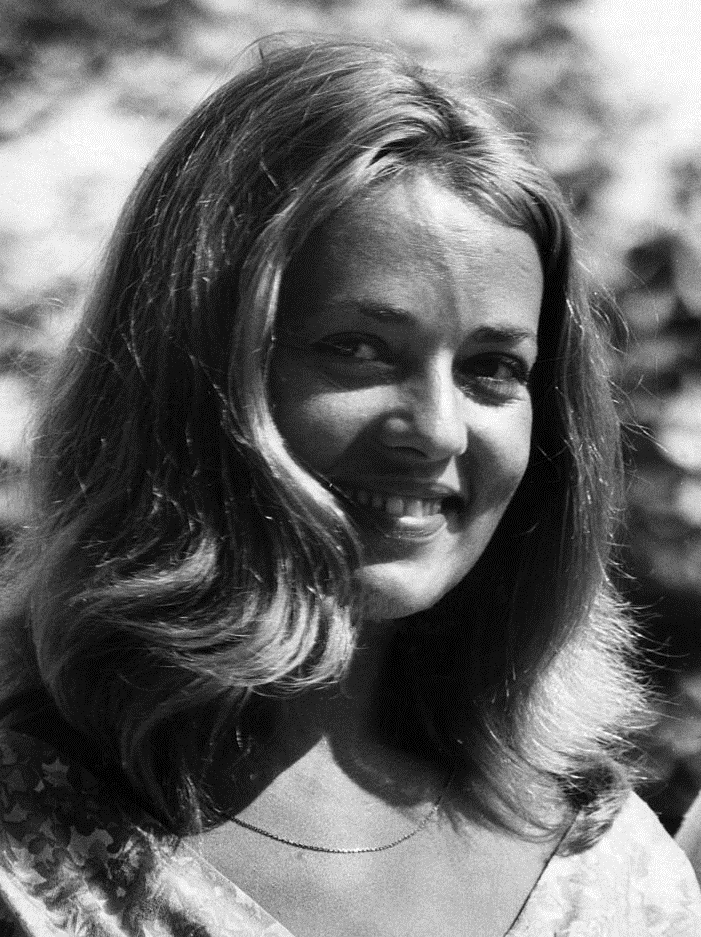
Jeanne Moreau (1958)

Po sezonie największych osiągnięć artystycznych Nowa Fala straciła impet; niemniej jednak wciąż jej twórcy eksperymentowali z formą, najczęściej posługując się formułą kina gatunkowego. Truffaut w 1960 według powieści Davida Goodisa Down There nakręcił film Strzelajcie do pianisty, który przypominał kino noir; jednakże głównym bohaterem nie okazywał się cyniczny człowiek czynu, lecz cherlawy pianista ścigany przez mafię, grany przez Charles’a Aznavoura . W 1962 Truffaut zrealizował również adaptację powieści Henriego Pierre’a Roché, Jules i Jim. Film o przyjaźni dwóch mężczyzn (Francuza i Niemca) przerwanej przez walkę o kobietę oraz wybuch II wojny światowej uwiarygodniała kreacja Jeanne Moreau , a za ów film Truffaut otrzymał nagrodę za reżyserię na MFF w Mar del Plata. Truffaut próbował również sił w składającej się na film Miłość dwudziestolatków (1962) noweli Antoine i Colette, w której kontynuował swoją autobiografię zapośredniczoną przez kreację Léauda.
Godard po sporym sukcesie Do utraty tchu dążył dalej ku dekonstrukcji kina gatunkowego. W 1960 nakręcił Żołnierzyka, osadzoną w realiach wojny algierskiej opowieść o cherlawym młodzieńcu zwerbowanym przez Organizację Tajnej Armii w celu dokonania zamachu na zwolennika Frontu Wyzwolenia Narodowego. W tym filmie w rolę kochanki głównego bohatera wcieliła się Anna Karina, z której Godard uczynił swoją muzę. Żołnierzyk otrzymał trzyletni zakaz rozpowszechniania za samo wspomnienie o wojnie algierskiej, choć w istocie sam Godard opowiadał się wówczas przeciwko niepodległości Algierii. W filmie to algierscy bojownicy, a nie członkowie OAS, poddają torturom bohatera i jego kochankę. Kolejne dzieła Godarda miały wymiar mniej polityczny. Kobieta jest kobietą (1961) parodiowała hollywoodzki musical, a Karabinierzy (1963) – kino wojenne. Równocześnie reżyser Do utraty tchu kręcił filmy będące peanami na cześć kina. Żyć własnym życiem (1962) z udziałem Kariny nawiązywał do Męczeństwa Joanny d’Arc (1928) Carla Theodora Dreyera , podczas gdy w Pogardzie (1963) Fritz Lang wystąpił gościnnie jako twórca wysokobudżetowego supergiganta historycznego z Brigitte Bardot w roli głównej, zmagając się z fochami nastawionego na zysk producenta. Porażka finansowa tego ostatniego filmu, który sam był wysokobudżetową produkcją w kolorze, „nauczyła Godarda, że nie może robić dalej kolejnych filmów tego typu” .
Reszta nowofalowych twórców z pokolenia „janczarów” nie zdołała powtórzyć albo też osiągnąć sukcesu na miarę Godarda i Truffauta. Chabrol kontynuował współpracę z Gégauffem przy takich filmach, jak Na dwa spusty (1959), Kobietki (1960) oraz Eleganci (1961), zwrócił się jednak ostatecznie w stronę kina komercyjnego. Jego Landru (1963) to stylowa opowieść o mordercy kobiet z okresu I wojny światowej. Redakcję „Cahiers” rozsierdziło nie tylko obsadzenie w drugoplanowych rolach Danielle Darrieux i Michèle Morgan, które były utożsamiane z „tradycją jakości”, ale również dobór poczytnej wówczas pisarki Françoise Sagan jako scenarzystki.
Rohmer jeszcze w 1959 nakręcił swój kinowy debiut Pod znakiem Lwa (1959) na podstawie scenariusza Gégauffa. Melodramatyczna opowieść o beztroskim mieszczaninie, który otrzymuje spadek po śmierci ciotki, by go szybko stracić i na koniec ponownie odzyskać, nie mogła znaleźć dystrybutora. Gdy ukazała się w 1962, poniosła zupełną klęskę finansową. Również debiut kinowy Rivette’a, Paryż należy do nas (1958–1960, premiera 1961) miał problemy z dystrybucją. Historia paryskich intelektualistów próbujących wystawić sztukę Perykles, książę Tyru Williama Szekspira zrobiła ostatecznie klapę w kinach. Pierre Kast zadebiutował w pełnym metrażu Pięknym wiekiem (1960), wpisującym się w libertyńskie skrzydło nurtu. Jacques Doniol-Valcroze natomiast w tym samym roku nakręcił Ślinkę do ust, nakręconą w zamku swojej żony, a szczególny rozgłos zyskał nagrodzoną w San Sebastian Denuncjacją (1962) o dawnym działaczu konspiracji uwikłanym w związki z OAS. Jacques Rozier również próbował swoich sił jako reżyser, jednak zrealizowany w 1961 (z pomocą Truffauta) Adieu Philippine z opóźnieniem trafił na ekrany kin.

### Rive Gauche

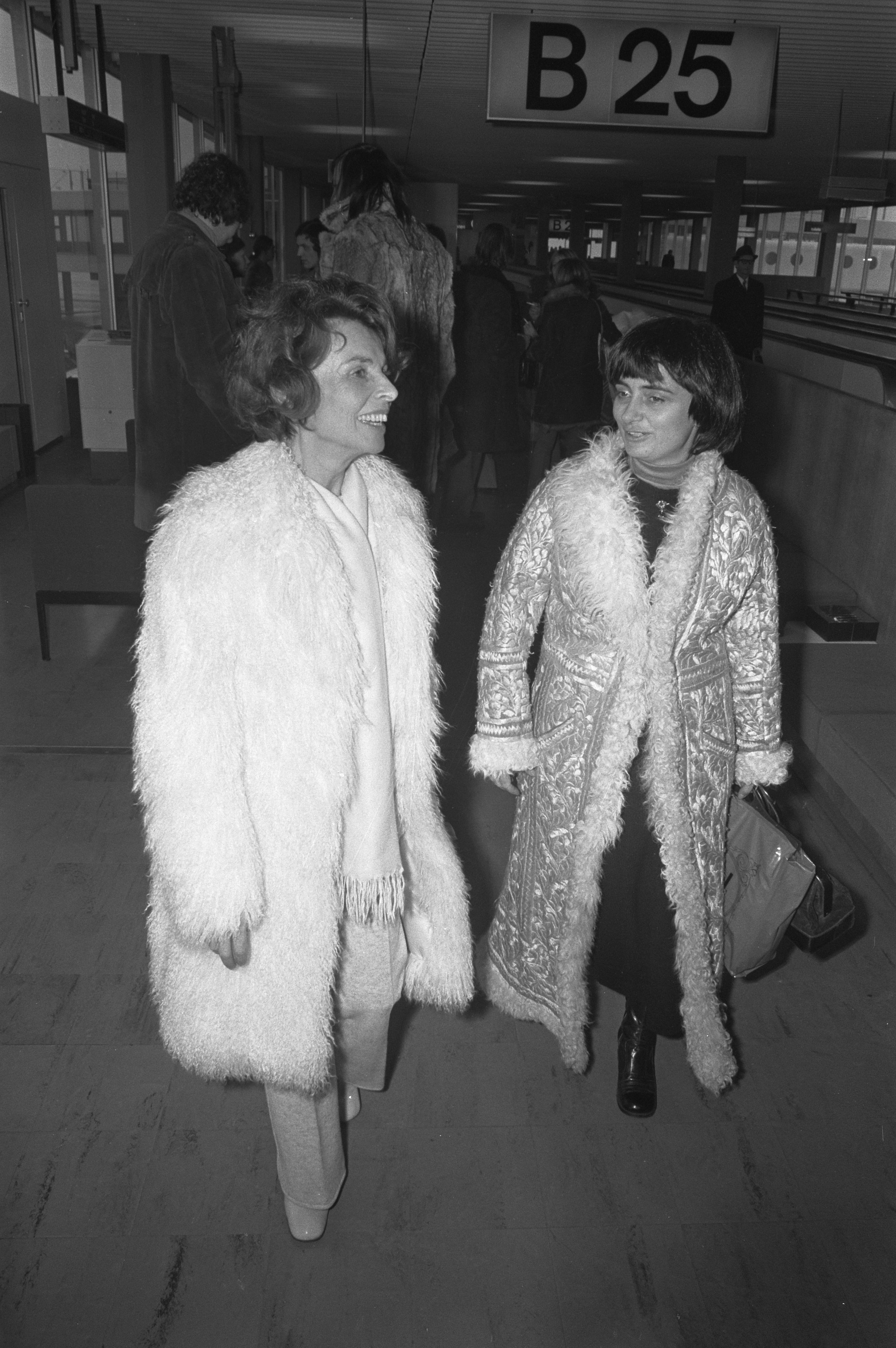
Mag Bodard i Agnès Varda (1972)

Tymczasem twórcy związani z Rive Gauche odnosili kolejne sukcesy. Za film Zeszłego roku w Marienbadzie (1961) Alain Resnais otrzymał Złotego Lwa na MFF w Wenecji. Adaptacja powieści przedstawiciela nouveau roman Alaina Robbe-Grilleta przedstawiała narrację holistyczną. Rywalizacja dwóch mężczyzn o względy kobiety rozciągała się bowiem nieskończenie w czasie i przestrzeni, co stanowiło dla odbiorców wyzwanie intelektualne. Resnais osłabił mizoginistyczną wymowę powieści Robbe-Grilleta, odmawiając nakręcenia sceny gwałtu dokonywanego na kobiecie będącej przedmiotem zalotów . Kolejny film Resnais’go, Muriel (1963), zawierał w sobie aluzje do zbrodni wojennych dokonywanych przez francuskich żołnierzy podczas wojny algierskiej.
Agnès Varda, choć jeszcze w 1955 nakręciła swój pierwszy pełnometrażowy film autorski La Pointe Courte, uznanie krytyków zdobyła dopiero za sprawą filmu Cleo od 5 do 7 (1962). Akcja paradokumentalnego dzieła Vardy, uhonorowanego nagrodą Mélièsa, składała się z dwóch godzin czasu rzeczywistego, w których trakcie tytułowa bohaterka oczekiwała lękliwie na wyniki badań lekarskich. Film Vardy znamionowała droga bohaterki ku otwarciu na świat i pogodzeniu się z własnym losem. Zaręczony z Vardą w 1962 reżyser Jacques Demy rok wcześniej nakręcił czarno-biały musical Lola (1961) z Anouk Aimée jako samotną matką i tancerką wodewilową. Demy’emu zależało jednak na surowości i kameralności swego dzieła, aby widz mógł zwrócić uwagę na ciężar życia głównej bohaterki. Wzorem dla Demy’ego było przy tym kino Maxa Ophülsa.
Louis Malle tymczasem poruszał się w obrębie różnych gatunków. Zazie w metrze (1960), adaptacja powieści Raymonda Queneau, ukazywała życie współczesnego Paryża oczami niefrasobliwej dziewczynki . W Życiu prywatnym (1962) Malle obsadził Bardot w roli gwiazdy filmowej zmagającej się z agresją paparazzich oraz opinii publicznej. Rola ta miała dla Bardot charakter autobiograficzny, ponieważ aktorka była przedmiotem agresji ze strony „janczarów” rozczarowanych jej kolejnymi rolami w tzw. filmach komercyjnych. Natomiast nagrodzony na MFF w Wenecji film Błędny ognik (1963) wzbudził pewne kontrowersje. Scenariusz oparty na opowiadaniu kolaboranta z okresu II wojny światowej, Pierre’a Drieu La Rochelle’a, przedstawiał proces autodestrukcji dążącego ku samobójstwu paryskiego mieszczanina . Choć Błędny ognik był odczytywany jako film depresyjny i nihilistyczny , Malle uznawał go za pierwszy film, z którego był zadowolony .
W nurt nowofalowy wpisała się również początkowa twórczość Georges’a Franju. Jakkolwiek jeszcze w 1958 Franju nakręcił swój pełnometrażowy debiut fabularny Głową o mur, burzliwą reakcję wywołał przede wszystkim jego film Oczy bez twarzy (1960). Bohater dzieła Franju, doświadczony chirurg, próbuje przeszczepić swojej oszpeconej córce nową twarz pobraną od podstępnie złapanej ofiary. Oczy bez twarzy zostały początkowo odrzucone przez krytyków, a dopiero po półwieczu doczekały się miana „arcydzieła horroru poetyckiego” . Sam reżyser po porażce Oczu bez twarzy zwrócił się jednak ku kinu komercyjnemu (adaptacjom Teresa Desqueyroux, 1962 oraz Judex albo zbrodnia doskonała, 1963), a Godard oficjalnie potępił jego twórczość. Franju odgryzał się ripostą: „Nowa Fala? Można o niej zrobić film. Mam już tytuł: Płytki nurt”.
W obrębie Nowej Fali umieszcza się niekiedy także fabularyzowany film Chrisa Markera pod tytułem Filar (1961), opatrzoną komentarzem i złożoną wyłącznie z czarno-białych fotografii wizję świata po zagładzie atomowej. Filar okazał się wraz z upływem czasu najbardziej cenionym filmem Markera (dotychczas sytuującego się poza nurtem dokumentalisty), nazywanym przez niektórych krytyków arcydziełem reżysera .

## Zmierzch nurtu (1964–1965)

### Janczarzy

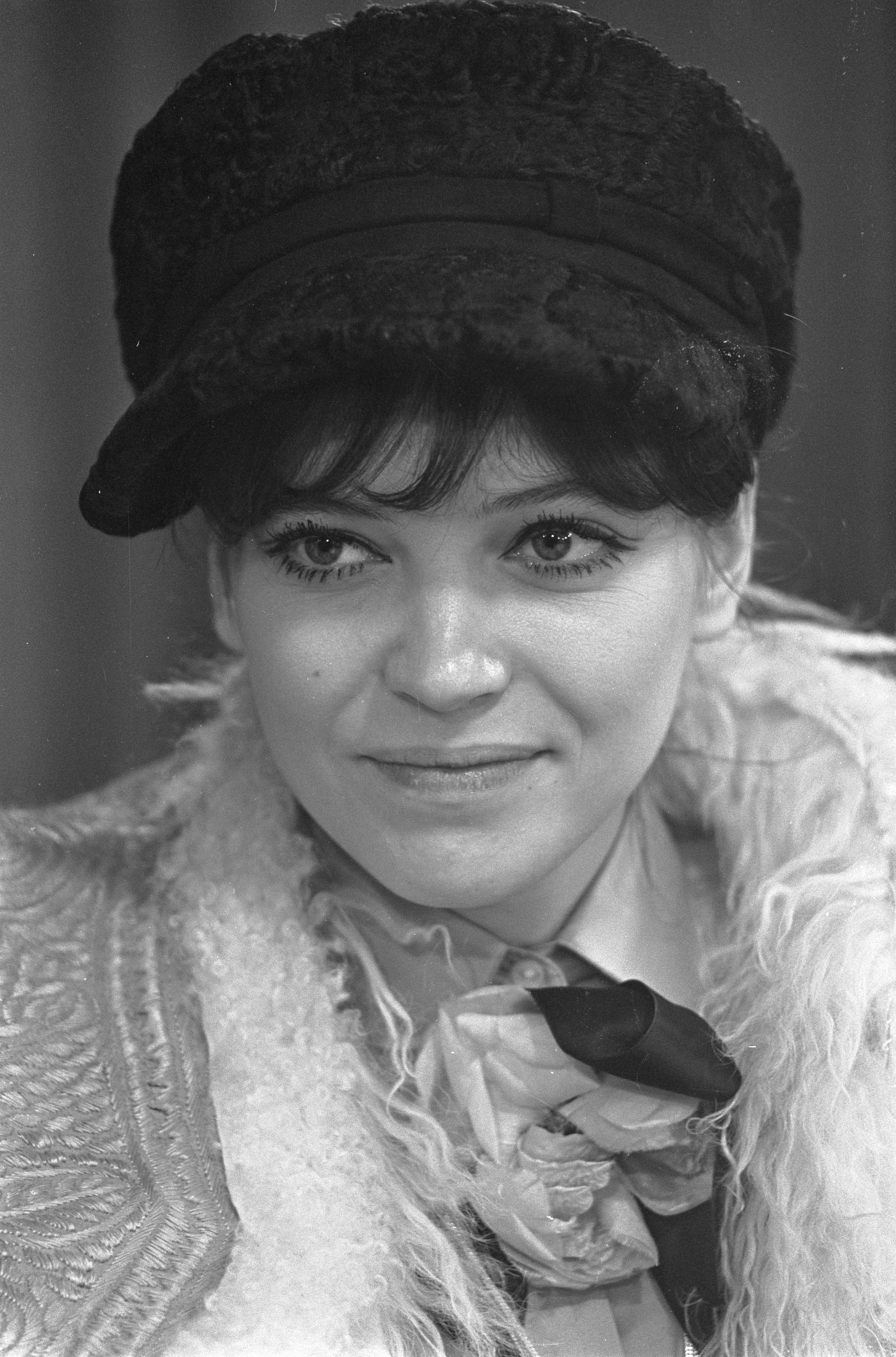
Anna Karina (1968)

Popularność „janczarskiej” odmiany Nowej Fali stopniowo spadała, na co złożyło się kilka czynników. Godard wraz z upływem czasu znajdował się coraz bardziej pod wpływem politycznej skrajnej lewicy, o czym świadczyło wplatanie w jego kolejne filmy aluzji politycznych. Amatorski gang (1964), Kobieta zamężna (1964), Alphaville (1965) oraz Szalony Piotruś (1965) były wprawdzie wciąż pastiszami amerykańskiego kina gatunkowego. Jednakże w Amatorskim gangu pojawiały się już aluzje do raptownej amerykanizacji Francji . Z kolei Alphaville jako pastisz filmu noir odnosił się do zimnowojennego wyścigu zbrojeń (główny złoczyńca nosił nazwisko von Braun po byłym naziście współpracującym ze Stanami Zjednoczonymi) oraz dehumanizacji świata przyszłości (grany przez Eddiego Constantine′a prywatny detektyw mierzył się z superinteligentnym komputerem) . Szalony Piotruś, w którym gościnnie wystąpił hołubiony przez „janczarów” konserwatywny reżyser Samuel Fuller, zawierał w sobie aluzje do wojen w Algierii i Wietnamie; główni bohaterowie, grani przez Belmondo i Karinę, przystępowali do bojówki terrorystycznej. Niektórzy recenzenci upatrywali jednak w Szalonym Piotrusiu zapowiedzi postmodernistycznej estetyki, która jednocześnie stanowiła „produkt człowieka gwałtownie tracącego zainteresowanie wszystkim z wyjątkiem polityki oraz ideologii” . Zdzisław Pietrasik z „Filmu” twierdził, że Szalony Piotruś „jest prawdziwą rozkoszą dla wyrafinowanych miłośników kina, ale równie czymś nudnym […] dla reszty publiczności”. 
Spadało zainteresowanie nie tylko kinem Godarda, ale też Truffauta; autor Bezustannych tarapatów w 1964 nakręcił melodramat Gładka skóra o pisarzu, który spontanicznie zdradza żonę i mierzy się z konsekwencjami swojej zdrady. Widzowie przyzwyczajeni do nowofalowego montażu dzieł Truffauta wygwizdali Gładką skórę podczas projekcji w Cannes, a krytycy nurtu tacy jak Konrad Eberhardt oskarżali reżysera o zaniechanie estetyki Nowej Fali. Krytycy w owym czasie nie zwrócili uwagi na innego „nowofalowca”, którym okazał się Guy Gilles. Jego czuły, liryczny melodramat Miłość nad morzem (1964) pomimo dobrego przyjęcia na Międzynarodowym Festiwalu Filmowym w Locarno nie doczekał się za życia reżysera premiery kinowej.

### Rive Gauche

Louis Malle (pierwszy z prawej; 1959)

Reżyserzy związani z Rive Gauche odnosili tymczasem sukcesy artystyczne bądź komercyjne. Jacques Demy w 1964 wyreżyserował wyjątkowo skrajny eksperyment artystyczny – musical Parasolki z Cherbourga, w którym wszystkie kwestie wypowiadane przez bohaterów były śpiewane. Wystawny musical z tłem politycznym (główny bohater wyjeżdżał na wojnę do Algierii), zrealizowany w kolorze i z wielkim rozmachem, zdobył nagrodę Delluca oraz Złotą Palmę na 17. MFF w Cannes. Choć dla krytyków pomysł, na którym opierały się Parasolki z Cherbourga, był sztuczny , nie podważali oni siły oddziaływania utworu o „rozdzierającym zakończeniu, które do dziś cieszy się zasłużoną opinią jednego z najpiękniejszych w dziejach kina”.
Kolejny sukces (Srebrny Niedźwiedź – Nagroda Specjalna Jury na 15. MFF w Berlinie) odniosła Varda swym kontrowersyjnym dziełem Szczęście (1965), ukazując pustkę, jaką odczuwa spełniony mąż i ojciec po samobójstwie zdradzonej przezeń żony. Film został jednak wykpiony przez „janczarów” i niezrozumiany przez feministki drugiej fali, które w momencie premiery oskarżały Vardę o utrwalanie patriarchalnej dominacji nad kobietami. Dopiero po latach dostrzeżono „wizualną ironię” (Rebecca J. DeRoo) dzieła. Podkreślała ją dodatkowo muzyka Mozarta, wzmacniająca tragizm dalszych losów rodziny .
W 1965 Louis Malle nakręcił jeszcze jeden film, radykalnie jednak odcinający się od dziedzictwa nowofalowego. W komedii Viva Maria! (1965), będącej pastiszem kina rewolucyjnego, główne role artystek wodewilowych angażujących się w walkę mas ludowych z wojskową juntą zagrały związane z nurtem Brigitte Bardot i Jeanne Moreau (ta ostatnia zdobyła Nagrodę BAFTA dla najlepszej aktorki zagranicznej) . Ten film nie był już jednak utożsamiany z Nową Falą.

## Epilog

François Truffaut i Claude Jade (1979)

François Truffaut, mimo że jego Gładka skóra była ostro krytykowana, kontynuował poszukiwania z okresu Nowej Fali w filmach o wymiarze autobiograficznym, również z udziałem Leauda. Skradzione pocałunki (1968), z udziałem późniejszej partnerki Truffauta Claude Jade, zapożyczają moment z biografii reżysera, kiedy został on siłą wcielony do wojska, a następnie osadzony w więzieniu za późniejszą dezercję. Małżeństwo (1970) stanowi gorzki komentarz do pierwszego małżeństwa Truffauta z Madeleine Morgenstern . Oprócz filmów autobiograficznych Truffaut kręcił również filmy gatunkowe, na przykład film fantastycznonaukowy Fahrenheit 451 (1966) oraz dreszczowiec Panna młoda w żałobie (1969); po nakręceniu hołdu dla zawodu reżyserskiego, Nocy amerykańskiej (1973), poróżnił się ostatecznie z Godardem .
Jean-Luc Godard stopniowo tracił widownię, brnąc w skrajnie lewicową retorykę. Coraz bardziej rozpolitykowane filmy fabularne Męski, żeński (1966), Made in U.S.A. (1966), Chinka (1967) oraz najbardziej radykalny spośród nich Weekend (1967), łączyły wyniosły komentarz do stanu społeczeństwa francuskiego (Godard wówczas znajdował się pod wpływem marksizmu-leninizmu i maoizmu) z dekonstrukcją dotychczasowego kina. Weekend, który kończył się sceną pożerania przez dawną burżujkę zwłok jej męża oraz napisem „Koniec kina”, został odrzucony przez publiczność. Po wydarzeniach z maja 1968 roku Godard dołączył do kolektywu Groupe Dziga Vertov, w ramach którego usiłował propagować ideologię komunistyczną środkami eksperymentalnymi. Jednakże współtworzone przezeń filmy kolektywu – na ogół chwalone przez krytyków – spowodowały w istocie, że utracił on ostatecznie swą publiczność masową. Opuściwszy grupę, Godard próbował na nowo rozpocząć karierę filmem Numéro deux (1975), wykorzystującym sztukę wideo.
Claude Chabrol po 1965 roku wciąż pozostawał komercyjnym reżyserem, jednak od końca lat 60. XX wieku odnosił ponownie sukcesy artystyczne, czerpiąc silną inspirację z kina Alfreda Hitchcocka, Fritza Langa oraz Ottona Premingera. Jednym z jego największych artystycznych spełnień jest Rzeźnik (1970), opowieść o prowincjonalnej kobiecie mierzącej się z wykonującym tytułowy zawód weteranem wojen w Algierii i Indochinach, który okazuje się psychopatą mordującym młode kobiety . Talenty Érica Rohmera i Jacques’a Rivette’a ujawniły się natomiast dopiero po wygaśnięciu mody na Nową Falę. Pierwszym nagradzanym filmem Rohmera była Kolekcjonerka (1967), ale międzynarodową sławę reżyser zyskał Moją nocą u Maud (1969), Kolanem Klary (1970) oraz stanowiącym jego twórcze spełnienie cyklem Opowieści czterech pór roku (1988–1996), wypracowując swój styl z użyciem ekstensywnie wykorzystywanego dialogu damsko-męskiego . Rivette zdobył uznanie krytyków w momencie premiery serialu Out 1 (1971) oraz utrzymanego w klimacie Alicji w Krainie Czarów filmu Celine i Julie odpływają (1974) , lecz za jego najwybitniejszy film uchodzi dopiero Piękna złośnica (1991) .
Alain Resnais konsekwentnie kręcił kolejne filmy o lewicowej wrażliwości, niestroniące od eksperymentów formalnych. Jako przykłady takich eksperymentów można wskazać filmy Wojna się skończyła (1966) z odniesieniami do wojny domowej w Hiszpanii, zawierający elementy fantastycznonaukowej podróży w czasoprzestrzeni Kocham cię, kocham cię (1968), a także autotematyczną Opatrzność (1977) o pisarzu kreującym własną powieść z udziałem członków rodziny literata.
Agnès Varda i Chris Marker po 1965 roku poświęcili się twórczości dokumentalnej. Varda filmowała między innymi działalność ruchu Czarnych Panter w Stanach Zjednoczonych oraz hippisów okresu kontrkultury  . Do twórczości fabularnej wróciła na krótko w niezwykle cenionym filmie Bez dachu i praw (1985) . Marker natomiast wyspecjalizował się w esejach takich jak Powietrze pachnie czerwienią (1977), Bez słońca (1984) oraz Le Tombeau d’Alexandre (1993). Mąż Vardy, Jacques Demy, zdołał nakręcić w 1967 roku film przewyższający rozmachem nawet Parasolki z Cherbourga – musical Panienki z Rochefort, z udziałem takich gwiazd jak Catherine Deneuve, Françoise Dorléac oraz Gene Kelly, który został bardzo dobrze przyjęty we Francji . Kolejne jego filmy już nie zbliżyły się do sukcesów z lat 60. XX wieku, lecz Demy doczekał się hołdu dla jego twórczości, nakręconego przez Vardę quasi-dokumentu Kuba z Nantes (1991) .
Kontynuacji poetyki nowofalowej upatrywano początkowo w nakręconej przez Claude’a Leloucha historii miłosnej pod tytułem Kobieta i mężczyzna (1966), której efektowny sposób filmowania z nieostrym pierwszym planem (słynne „leluchy”) zapewnił zarówno powodzenie wśród widowni, jak i wśród krytyków (Oscar dla najlepszego filmu nieanglojęzycznego, Złota Palma na 19. MFF w Cannes). Jednakże krytycy zorientowali się, że Lelouch jest w istocie nie autorem, lecz człowiekiem jednego utworu.

## Poetyka i estetyka
Nowa Fala powstała pod silnym wpływem poprzednich tendencji we francuskiej kinematografii. Do nich zaliczają się przede wszystkim francuski surrealizm oraz impresjonizm filmowy, konstytuujące pierwszą awangardę w kinie francuskim. Reprezentujący francuski surrealizm Jean Cocteau był uznawany przez reżyserów nowofalowych za prawdziwego autora filmowego, a współtwórca francuskiego impresjonizmu, Louis Delluc, przetarł szlak dla krytyki filmowej „Cahiers du cinéma”. Jednocześnie ważny wpływ na działalność nowofalowych reżyserów wywarły czarny realizm poetycki oraz amerykański film noir; ten ostatni ulegał w dziełach Nowej Fali przekształceniu bądź też pastiszowi. W stosunku do wczesnego kina Claude’a Chabrola wskazywano też wpływy włoskiego neorealizmu, jednakże kolejne produkcje twórcy Kuzynów znacząco odbiegały od wspomnianego nurtu filmowego.
Nowa Fala wniosła do francuskiego kina szereg innowacji. Przede wszystkim filmy twórców związanych z tym nurtem cechowały się szybkim montażem, wyrażającym się w nagłych przeskokach czasowych oraz niepoprawnych sklejkach poszczególnych ujęć. Ponadto reżyserzy Nowej Fali decydowali się opuścić studia produkcyjne, a akcja ich filmów toczyła się w miarę możliwości w autentycznych plenerach. To prowokowało nowofalowych twórców do improwizacji, łączenia techniki reportażowej lub wywiadu ze scenami zainscenizowanymi (jak u Godarda), niekiedy również użycia monologu zza kadru oraz częstego stosowania Brechtowskiego efektu obcości. Już na początku lat 60. XX wieku nowofalowi reżyserzy wdrożyli także istotną innowację techniczną w postaci dźwięku synchronicznego dostarczającego nowych doznań akustycznych.
Inną cechą charakterystyczną filmów związanych z nurtem – zwłaszcza „janczarów” – była ostentacyjnie wyrażana, wręcz fetyszyzowana kinofilia. Przejawiała się ona nie tylko w obecności w rolach cameo takich reżyserów, jak Lang oraz Fuller; cytowaniu podlegały wizerunki samych postaci utożsamianych z nurtem. Przykładowo, w Pięknym Serge’u (1958) występuje postać podająca się za Jacques’a Rivette’a (w istocie grana przez Philippe’a de Brokę) ; kreacja Belmondo jako Laszlo Kovacsa w Do utraty tchu (1960) stanowi zapożyczenie analogicznej roli aktora w filmie Na dwa spusty (1959); w Cleo od 5 do 7 (1962) wystąpił Godard wraz z Kariną.

## Krytyka
Krytyka Nowej Fali przebiegała na wielu płaszczyznach. Podstawowym zarzutem stawianym twórcom nurtu była apolityczność. Krytycy zauważali, że twórcy nurtu (z wyjątkiem Vardy i Resnais’go) koncentrowali się przede wszystkim na swoich przeżyciach, ignorując ważne wydarzenia polityczne w historii Francji lub – w przypadku Kuzynów oraz Żołnierzyka (1963) – wręcz wspierając skrajną prawicę. Co za tym idzie, ostentacyjnie nowofalowcy portretowali bohaterów wywodzących się z miejskiej burżuazji, którą mieli rzekomo krytykować. Dlatego też zdaniem Susan Hayward nie można twierdzić, że francuska Nouvelle Vague była zjawiskiem awangardowym, gdyż politycznie zbliżała się do głównego nurtu.
Drugim zarzutem wysuwanym wobec reżyserów Nowej Fali był destrukcyjny wpływ, jaki nurt wywarł na kino francuskie. Według Magdaleny Hen wykorzystanie przez „janczarów” własnego pisma jako tuby do wyrażania swoich idei spowodowało, że zastraszeniu ulegali rodzimi lewicowi reżyserzy z bogatym dorobkiem, np. Réné Clair oraz Marcel Camus (realizator nagrodzonego Złotą Palmą Czarnego Orfeusza z 1958, ze względu na nagonkę „Cahiers” nie mógł kontynuować kariery) . Hayward zauważała, że nowofalowcy, gloryfikując rolę reżysera jako faktycznego autora filmowego, w latach 60. przyczynili się do praktycznej nieobecności jakościowych scenariuszy pisanych przez zawodowców. Jednocześnie wyrażana przez „janczarów” pogarda do „żeńskiej” kultury masowej, stanowiącej autentyczny wyraz pokolenia młodzieży nowofalowej, skłaniała nurt ku elitaryzmowi oraz reprodukcji prostych podziałów na męską (autorską) i żeńską (nieautorską) mentalność.
Krytyk Gilles Jacob w pamflecie na Nową Falę zarzucał zwłaszcza „janczarom”, że wykorzystywali swoją pozycję w „Cahiers du cinéma” do obłudnej autopromocji i wzajemnego komplementowania: „Truffaut chwali Godarda, Godard – Chabrola, Chabrol znowu Godarda, który przed chwilą pochwalił Truffauta – ta cała karuzela nie ma sensu”. Jacob porównał nowofalowych reżyserów działających w „Cahiers” do „Ku-Klux-Klanu czy jakiejś Świętej Rodziny”.

## Spuścizna
Pomimo późniejszej krytyki francuska Nowa Fala wywarła dalekosiężny wpływ na kolejne formacje filmowe. Echa Nowej Fali powracały w takich formacjach filmowych, jak brazylijskie Cinema Novo z lat 60. (Glauber Rocha), Nowe Hollywood oraz amerykańskie kino niezależne lat 60. i 70. (Arthur Penn, Robert Altman, Francis Ford Coppola), Nowe Kino Niemieckie lat 60. i 70. (Rainer Werner Fassbinder, Wim Wenders, Werner Herzog), wreszcie Dogma 95 przełomu XX i XXI wieku (Lars von Trier, Thomas Vinterberg, Lone Scherfig). Od zjawiska Nowej Fali przyjęło się nazywać inne nurty mające na celu naśladownictwo rzeczywistości oraz nowych prądów obyczajowych; takimi przykładami były brytyjska Nowa Fala (Lindsay Anderson, Tony Richardson, Karel Reisz, John Schlesinger), czechosłowacka Nowa Fala (Věra Chytilová, Miloš Forman, Jan Němec, Ivan Passer), japońska Nowa Fala (Nagisa Ōshima, Yoshishige Yoshida, Masahiro Shinoda), duńska Kopenhaska Nowa Fala (Palle Kjærulff-Schmidt, Henning Carlsen). Styl filmowców nowofalowych naśladowała również część późniejszych reżyserów nieutożsamianych z żadnym nurtem (Roman Polański, Jerzy Skolimowski). Do wpływu Nowej Fali przyznawali się także reżyserzy związani z filmowym postmodernizmem, na przykład przedstawiciele francuskiego neobaroku (Léos Carax, Jean-Jacques Beineix, Luc Besson) oraz Quentin Tarantino.

## Wybrane filmy
| Rok  | Film                         | Reżyser                 | Nagroda |
| ---- | ---------------------------- | ----------------------- | --- |
| 1958 | Windą na szafot              | Louis Malle             | Prix Louis-Delluc |
| 1958 | Kochankowie                  | Louis Malle             | Nagroda Specjalna Jury (MFF w Wenecji) |
| 1958 | Piękny Serge                 | Claude Chabrol          | Srebrny Żagiel (MFF w Locarno) |
| 1959 | Hiroshima, moja miłość       | Alain Resnais           | Nagroda Francuskiego Stowarzyszenia Krytyków Filmowych                                                                                           |
| 1959 | Czterysta batów              | François Truffaut       | Nagroda za reżyserię (12. MFF w Cannes), Nagroda Francuskiego Stowarzyszenia Krytyków Filmowych                                                  |
| 1959 | Kuzyni                       | Claude Chabrol          | Złoty Niedźwiedź (9. MFF w Berlinie) |
| 1959 | Na dwa spusty                | Claude Chabrol          | Nagroda Nowego Kina (MFF w Wenecji) |
| 1960 | Do utraty tchu               | Jean-Luc Godard         | Nagroda Francuskiego Stowarzyszenia Krytyków Filmowych, Srebrny Niedźwiedź dla najlepszego reżysera (10. MFF w Berlinie), nagroda im. Jeana Vigo |
| 1961 | Kobieta jest kobietą         | Jean-Luc Godard         | Nagroda Specjalna, Srebrny Niedźwiedź dla najlepszej aktorki (11. MFF w Berlinie)                                                                |
| 1961 | Zeszłego roku w Marienbadzie | Alain Resnais           | Złoty Lew (MFF w Wenecji) |
| 1961 | Filar                        | Chris Marker            | Nagroda im. Jeana Vigo |
| 1962 | Żyć własnym życiem           | Jean-Luc Godard         | Nagroda Specjalna Jury (MFF w Wenecji) |
| 1962 | Jules i Jim                  | François Truffaut       | Nagroda za reżyserię (MFF w Mar del Plata) |
| 1962 | Cleo od 5 do 7               | Agnès Varda             | Nagroda Francuskiego Stowarzyszenia Krytyków Filmowych                                                                                           |
| 1962 | Denuncjacja                  | Jacques Doniol-Valcroze | Srebrna Muszla (MFF w San Sebastián) |
| 1962 | Teresa Desqueyroux           | Georges Franju          | Nagroda Nowego Kina (MFF w Wenecji) |
| 1963 | Muriel                       | Alain Resnais           | Nagroda UNICRIT (MFF w Wenecji) |
| 1963 | Błędny ognik                 | Louis Malle             | Nagroda Specjalna Jury (MFF w Wenecji) |
| 1964 | Parasolki z Cherbourga       | Jacques Demy            | Złota Palma (17. MFF w Cannes) |
| 1965 | Szczęście                    | Agnès Varda             | Srebrny Niedźwiedź – Nagroda Specjalna Jury (15. MFF w Berlinie), Prix Louis-Delluc                                                              |
| 1965 | Alphaville                   | Jean-Luc Godard         | Złoty Niedźwiedź (15. MFF w Berlinie) |